# Paz!
Paz! és una pel·lícula italiana del 2002 dirigida per Renato De Maria, basada en els còmics de l'artista Andrea Pazienza.

## Argument
Bolonya, 1977. Zanardi, Colasanti i Petrilli, repetint la cinquena classe de l'institut científic Enrico Fermi, passen el dia entre drogues, assetjament escolar, sexe i manca total d'empatia. Pentothal és un dibuixant i estudiant fora de curs a DAMS que, després dels seus primers petits èxits, sembla haver entrat en una mena de letargia ataràctica: és apàtic, inert, passiu. Creu, o potser intenta, sentir dolor perquè l'ha deixat una xicota que, en realitat, no li importa. Viu amb tres llogaters més implicats en la protesta estudiantil que l'acusen d'inacció. Fiabeschi, un estudiant fora de curs a DAMS Cinema, sempre busca marihuana i viu a costa de la seva núvia molt enamorada.

## Repartiment
- Claudio Santamaria: Pentothal
- Flavio Pistilli: Massimo Zanardi
- Matteo Taranto: Roberto Colasanti
- Max Mazzotta: Enrico Fiabeschi
- Rosalinda Celentano: Gianna
- Fabrizia Sacchi: Lucilla
- Iaia Forte: Professor Corona
- Cristiano Callegaro: Sergio Petrilli
- Roberto Citran: Professor
- Giampaolo Morelli: Massimone
- Vittoria Puccini: Mirella
- Antonio Rezza: Sprite
- Frankie hi-nrg MC: Gangster
- Ricky Memphis: Home de Latina
- Giorgio Tirabassi: Freak
- Freak Antoni: Bidell
- Giovanni Lindo Ferretti: Home ombra

## Producció
La trama manca de linealitat, ja que la pel·lícula està composta per esbossos extrapolats de tres obres diferents, entre les quals destaquen Zanardi giallo scolastico e alcuni dialoghi presi pari da Il pacco, verde matematico, el primer dels tres, 1983; Le straordinarie avventure di Pentothal, 1982; Giorno, que va aparèixer a la revista Frigidaire el gener de 1981. De fet, els protagonistes mai interactuen entre ells, tot i que a la pel·lícula passa que diverses vegades els seus camins es creuen. Penthotal, Fiabeschi i Zanna i el seu grup no es coneixen, però els uneixen el rerefons, la ciutat, el teixit social, els esdeveniments i, sobretot, l'apartament. De fet, el director sempre va situar els plans interiors al mateix lloc: a la ficció, el número 43 de via Emilia Ponente (en realitat es van rodar a la cèntrica via delle Tovaglie 
) ocupada de tant en tant per cadascun dels protagonistes amb els seus companys de pis.

## Banda sonora
La banda sonora de la pel·lícula va ser llançada en format CD per NuN Entertainment l'any 2002 i conté una col·lecció de cançons de diversos artistes.

### Tracce
| Núm. | Títol                            | Durada |
| ---- | -------------------------------- | ------ |
| 1.   | «Skit 01 - A vivermi l'inchiodo» | 1:31   |
| 2.   | «Com'è profondo il mare»         | 6:28   |
| 3.   | «Feel the Flow»                  | 4:28   |
| 4.   | «Skit 02 - La lama»              | 1:00   |
| 5.   | «Io sono Dio»                    | 3:23   |
| 6.   | «Skit 03 - Passami il trip»      | 1:57   |
| 7.   | «Io sto bene»                    | 3:49   |
| 8.   | «Skit 04 - Verde matematico»     | 0:35   |
| 9.   | «Every Moment of the Day»        | 3:46   |
| 10.  | «Timida mi ti do»                | 3:18   |
| 11.  | «Skit 05 - Amatemi»              | 1:37   |
| 12.  | «Pezzo d'amore»                  | 5:24   |
| 13.  | «Sei in banana dura»             | 2:50   |
| 14.  | «Settanta»                       | 7:52   |
| 15.  | «Eptadone»                       | 2:28   |
| 16.  | «Japanese Girl»                  | 4:34   |
| 17.  | «Vodka cola»                     | 7:20   |

## Reconeixements
- 2002 – Ciak d'oro
  - Millor escenografia a Giancarlo Basili[4]
  - Millor manifest[4]